# Clubiona zhangmuensis
Clubiona zhangmuensis este o specie de păianjeni din genul Clubiona, familia Clubionidae, descrisă de Hu și Li, 1987. Conform Catalogue of Life specia Clubiona zhangmuensis nu are subspecii cunoscute.